# Greg Walker
Gregory Lee Walker, dit Greg Walker, né le 6 octobre 1959 à Douglas (Géorgie), est un joueur américain de baseball évoluant en Ligue majeure de baseball de 1982 à 1990. Il devient entraîneur après sa carrière de joueur et occupe le poste d'instructeur des frappeurs chez les Braves d'Atlanta entre 2012 et 2014.

## Carrière

### Joueur
Après des études secondaires à la Coffee High School de Douglas (Géorgie), Greg Walker est drafté le 7 juin 1977 par les Phillies de Philadelphie.
Encore joueur de Ligues mineures, Walker est transféré chez les White Sox de Chicago le 3 décembre 1979 à la suite de la draft de Rule 5. Il fait ses débuts en Ligue majeure le 18 septembre 1982.
Libéré de son contrat à Chicago le 30 avril 1990, Walker s'engage le 4 mai 1990 avec les Orioles de Baltimore. Il joue 14 matches sous l'uniforme des Orioles puis est remercié le 3 juillet 1990.

### Entraîneur
Walker rejoint l'organisation des White Sox de Chicago où il occupe depuis le 6 février 2002 un poste d'instructeur des frappeurs en Ligues mineures à Charlotte. Il est nommé instructeur des frappeurs chez les White Sox de Chicago le 19 mai 2003. Il prend part à la victoire des White Sox en Série mondiale 2005. Walker quitte les White Sox après la saison 2011.
En 2012, il devient entraîneur des frappeurs des Braves d'Atlanta.